# Мала Іта
Мала Іта́ (рос. Малая Ита) — присілок у складі Шарканського району Удмуртії, Росія.

## Населення
Населення — 74 особи (2010; 104 у 2002).
Національний склад станом на 2002:
- удмурти — 95 %

## Урбаноніми[3]
- вулиці — Тиха